# 100734 Annasvidnicka
100734 Annasvidnicka este o planetă minoră (asteroid) din centura de asteroizi. A fost descoperită pe 18 februarie 1998 la Observatorul Kleť de Miloš Tichý⁠(d) și a fost numită după Anna de Schweidnitz. 
Obiectul prezintă o orbită caracterizată de o semiaxă mare de 3,105396079689 UAi, o excentricitate de 0,17, o înclinație de 2,3 ° în raport cu ecliptica.